# 24-Stunden-Rennen von Daytona 1980

Skizze des Daytona International Speedway, das Rennen wurde auf dem kombinierten Oval- und Straßenkurs ausgetragen

Das 13. 24-Stunden-Rennen von Daytona, auch 18th Annual 24 Hour Pepsi Challenge, Daytona International Speedway, fand am 2. und 3. Februar 1980 auf dem Daytona International Speedway statt und war der erste Wertungslauf der Sportwagen-Weltmeisterschaft dieses Jahres. Gleichzeitig war das Rennen der erste Lauf zur IMSA-GTO- und GTU-Meisterschaft 1980.

## Das Rennen
Für den ersten Sportwagen-Weltmeisterschaftslauf der Saison gingen 95 Meldungen beim Veranstalter ein. Schlussendlich nahmen am Nachmittag des 2. Februar 68 Rennwagen der Klassen GTX, GTO und GTU das Rennen auf. Von der Pole-Position ging Bill Whittington ins Rennen. Der US-Amerikaner erzielte im Training auf seinem Porsche 935 K3 eine Zeit von 1:44,110 Minuten auf seiner schnellsten Runde und war damit um mehr als eine Sekunde schneller als sein Markenkollege Reinhold Joest im Porsche 935 J.
Nach 24 Stunden Rennzeit wurden die drei deutschen Rennfahrer Reinhold Joest, Rolf Stommelen und Volkert Merl als Sieger abgewunken.

## Ergebnisse

### Schlussklassement
| 1                  | GTX | 2  | Liqui Moly                    | Reinhold Joest Rolf Stommelen Volkert Merl                 | Porsche 935 J                  | 715 |
| 2                  | GTX | 09 | Thunderbird Swap Shop         | John Paul Al Holbert                                       | Porsche 935/77A                | 682 |
| 3                  | GTX | 0  | Interscope Racing             | Ted Field Danny Ongais Milt Minter                         | Porsche 935 K3/80              | 664 |
| 4                  | GTX | 80 | All Canadian Racing           | Maurice Carter Craig Carter Murray Edwards                 | Chevrolet Camaro               | 639 |
| 5                  | GTU | 62 | William J. Koll               | Bill Koll Jim Cook Greg LaCava                             | Porsche 914/6                  | 632 |
| 6                  | GTO | 54 | Montura Racing                | Tony Garcia Alberto Vadia Terry Herman                     | Porsche 911 Carrera RSR        | 630 |
| 7                  | GTO | 46 | DeNarvaez Racing              | Mauricio de Narváez Albert Naon Ricardo Londoño            | Porsche 911 Carrera RSR        | 629 |
| 8                  | GTU | 77 | Roger Mandeville              | Roger Mandeville Jim Downing Brad Frisselle                | Mazda RX-7                     | 618 |
| 9                  | GTX | 9  | Dick Barbour Racing           | Skeeter McKitterick Bob Garretson Anne-Charlotte Verney    | Porsche 935 K3                 | 599 |
| 10                 | GTX | 4  | Jolly Club                    | Carlo Facetti Martino Finotto                              | Lancia Beta Montecarlo         | 597 |
| 11                 | GTX | 59 | Brumos Porsche Audi           | Peter Gregg Hurley Haywood Bruce Leven                     | Porsche 935/79                 | 584 |
| 12                 | GTU | 73 | Z&W Enterprises               | Mark Hutchins Pierre Honegger Fred Apgar                   | Mazda RX-7                     | 546 |
| 13                 | GTO | 89 | Hector Huerta                 | Francisco Romero Jean-Paul Libert Ernesto Soto             | Porsche 911 Carrera RSR        | 544 |
| 14                 | GTO | 65 | Nicholas/McRoberts Racing     | John Morton Tony Adamowicz                                 | Ferrari 365 GTB/4 Competizione | 539 |
| 15                 | GTU | 78 | Revolution Wheels             | Robert Giesel Bruce Nesbitt Alan Johnson                   | Mazda RX-2                     | 533 |
| 16                 | GTX | 93 | Whittington Bros.             | Bill Whittington Don Whittington Dale Whittington          | Porsche 935 K3                 | 509 |
| 17                 | GTU | 81 | Trinity Racing                | Lyn St. James Mark Welch Tom Winters                       | Mazda RX-7                     | 498 |
| 18                 | GTU | 08 | Moran Construction            | M. L. Speer Ray Ratcliff Terry Wolters                     | Porsche 911 SC                 | 489 |
| 19                 | GTU | 57 | Independent Personalized      | Wayne Baker Dan Gilliland Jeff Scott                       | Porsche 914/4                  | 486 |
| 20                 | GTU | 82 | Trinity Racing                | John Casey Steve Dietrich Lee Mueller                      | Mazda RX-7                     | 483 |
| 21                 | GTO | 10 | Oftedahl Trucking             | Dave Heinz Gerry Wellik Bob Young                          | Chevrolet Camaro               | 476 |
| 22                 | GTO | 22 | Group Bruckmann               | Volker Bruckmann David Goodell Rug Cunningham              | Porsche 911 Carrera RSR        | 464 |
| 23                 | GTO | 37 | Botero Racing                 | Honorato Espinosa Jorge Cortes Francisco López             | Porsche 911 Carrera RS         | 457 |
| 24                 | GTU | 39 | JLC Racing                    | Allan Moffat Amos Johnson Stu Fisher                       | Mazda RX-7                     | 440 |
| 25                 | GTO | 28 | Tom Nehl                      | Tom Nehl Peter Kirill Kathy Rude                           | Chevrolet Camaro               | 435 |
| 26                 | GTO | 68 | T & R Racing                  | Luis Méndez Tico Almeida Rene Rodríguez                    | Porsche 911 Carrera RSR        | 423 |
| 27                 | GTO | 15 | Bavarian Motors International | Alf Gebhardt Bruno Beilcke                                 | BMW 3.5 CSL                    | 420 |
| 28                 | GTO | 92 | The Cummings Marque           | Don Cummings Guido Levetto                                 | Shelby GT350                   | 410 |
| 29                 | GTX | 6  | Dick Barbour Racing           | John Fitzpatrick Manfred Schurti Dick Barbour              | Porsche 935 K3/80              | 405 |
| 30                 | GTO | 71 | Keirn Garage                  | Philip Keirn Larry Trotter Ed Errington                    | Chevrolet Corvette             | 402 |
| 31                 | GTX | 76 | Arrow Heating Co.             | Joe Chamberlain John Chamberlain Richard Valentine         | Chevrolet Corvette             | 393 |
| 32                 | GTO | 85 | David Deacon                  | David Deacon Peter Moennick Jacques Bienvenue              | Porsche 911 Carrera RSR        | 375 |
| 33                 | GTU | 06 | Intrepid, Inc.                | Joe DiBattista Tom Ciccone Alan Howes                      | Porsche 911                    | 358 |
| 34                 | GTU | 79 | Sports Ltd. Racing            | Bob Bergstrom Pat Bedard                                   | Mazda RX-7                     | 355 |
| 35                 | GTO | 56 | Rick Borlase                  | Rick Borlase Don Kravig Michael Hammond                    | Porsche 911                    | 348 |
| 36                 | GTX | 69 | Preston Henn                  | Preston Henn Pierre Dieudonné                              | Ferrari 512 BB/LM              | 341 |
| 37                 | GTO | 24 | American Racing Team          | Jack Refenning Ray Mummery Ren Tilton                      | Porsche 934                    | 337 |
| 38                 | GTU | 52 | Snowmobile Racing             | Joseph Hamilton Tom Cripe Fred Snow                        | Porsche 911 S                  | 301 |
| 39                 | GTX | 5  | Racing Associates             | Charles Mendez Brian Redman Paul Miller                    | Porsche 935 K3                 | 290 |
| 40                 | GTU | 96 | NTS Racing                    | Bob Earl William Coykendall Fred Stiff                     | Datsun 240Z                    | 281 |
| 41                 | GTO | 42 | Dick Neland                   | Dick Neland Bill Ferran Joe Cotrone                        | Chevrolet Camaro               | 270 |
| 42                 | GTU | 95 | Mike Ramirez Racing           | Mike Ramirez Manuel Villa Luis Gordillo                    | Porsche 911                    | 263 |
| 43                 | GTX | 11 | March Engineering             | Michael Korten Patrick Nève Ian Grob                       | BMW March M1                   | 260 |
| 44                 | GTU | 70 | Herman Racing                 | Chris Doyle Charles Guest Mike Meyer                       | Mazda RX-7                     | 250 |
| 45                 | GTX | 13 | Andial Racing                 | Elliott Forbes-Robinson Randolph Townsend Howard Meister   | Porsche 935 K3                 | 233 |
| 46                 | GTO | 32 | Scorpio Racing                | Enrique Molins („Jamsal“) Carlos Pineda Eduardo Barrientos | Porsche 911 Carrera RSR        | 233 |
| 47                 | GTX | 25 | Deren Automotive              | Kenper Miller Dave Cowart Christine Beckers                | BMW M1                         | 222 |
| 48                 | GTX | 55 | Racing Associates             | Ralph Kent-Cooke Gérard Bleynie Claude Ballot-Léna         | Porsche 935                    | 217 |
| 49                 | GTO | 38 | Boricua Racing                | Bonky Fernandez Tato Ferrer Kees Nierop                    | Porsche 911 Carrera RSR        | 211 |
| 50                 | GTX | 19 | Chris Cord Racing             | Chris Cord Jim Adams                                       | Chevrolet Monza                | 188 |
| 51                 | GTX | 94 | Whittington Bros.             | Dale Whittington Axel Plankenhorn                          | Porsche 935/79                 | 179 |
| 52                 | GTO | 44 | Group 44                      | Bob Tullius John McComb John Kelly                         | Triumph TR8                    | 171 |
| 53                 | GTO | 75 | Show Cars of Florida          | Dale Kreider Billy Hagan Stephen Bond                      | Chevrolet Corvette             | 170 |
| 54                 | GTX | 05 | Racing Associates             | Bob Akin Roy Woods Bobby Rahal                             | Porsche 935 K3                 | 156 |
| 55                 | GTO | 51 | Moana Corp.                   | Robert Kirby John Hotchkis John Hotchkis, Jr.              | Porsche 911 Carrera RSR        | 147 |
| 56                 | GTX | 3  | Jim Busby Racing              | Jim Busby Bruce Jenner Rick Knoop                          | BMW March M1                   | 139 |
| 57                 | GTU | 23 | Frank L. Carney               | Don Devendorf Dick Davenport Frank Carney                  | Datsun 280ZX                   | 109 |
| 58                 | GTO | 99 | Full-Time Racing              | Phil Currin                                                | Chevrolet Corvette             | 89  |
| 59                 | GTX | 30 | Electrodyne                   | Giampiero Moretti Fernando Cazzaniga Bruce Canepa          | Porsche 935 J                  | 72  |
| 60                 | GTO | 58 | Coco Lopez-Pina Colada        | Diego Febles Chiqui Soldevilla Mandy Gonzalez              | Porsche 911 Carrera RSR        | 60  |
| 61                 | GTO | 16 | Yenko Chevrolet-Honda         | Kim Mason Don Yenko Jerry Thompson                         | Chevrolet Corvette             | 56  |
| 62                 | GTU | 17 | Racing Beat                   | Walt Bohren Dennis Aase Jeff Kline                         | Mazda RX-7                     | 51  |
| 63                 | GTO | 03 | Toyota Village                | Werner Frank Rudy Bartling Angelo Pallavicini              | Porsche 934                    | 51  |
| 64                 | GTU | 83 | Zotz Garage                   | Harro Zitza John Belperche Doug Zitza                      | Porsche 914/6                  | 44  |
| 65                 | GTX | 63 | Guy Thomas                    | Nort Northam Hugh Davenport Guy Thomas                     | Chevrolet Camaro               | 29  |
| 66                 | GTX | 07 | Heimrath Racing               | Ludwig Heimrath senior Carlos Moran Johnny Rutherford      | Porsche 935                    | 29  |
| 67                 | GTU | 18 | Automobile International      | Anatoly Arutunoff José Marina George Drolsom               | Lancia Stratos HF              | 20  |
| 68                 | GTO | 88 | Herb Adams VSE                | Herb Adams Joe Crevier Kenny Roberts Walker Evans          | Pontiac Firebird Trans-Am      | 0   |
| Nicht gestartet    |     |    |                               |                                                            |                                |     |
| 69                 | GTX | 00 | Interscope Racing             | Ted Field Danny Ongais Milt Minter                         | Porsche 935/77                 | 1   |
| 70                 | GTO | 8  | Bob Beasley                   | Bob Beasley Chuck Grantham George Stone                    | Porsche 911 Carrera RSR        | 2   |
| 71                 | GTX | 14 | Renaissance Group Racing      | Pierre Dieudonné Jorge Koechlin Leon Walger                | Porsche 935                    | 3   |
| 72                 | GTO | 98 | Van Every Racing              | Lance Van Every Ash Tisdelle Bill Johnson                  | Porsche 911 Carrera RSR        | 4   |
| Nicht qualifiziert |     |    |                               |                                                            |                                |     |
| 73                 | GTU | 01 | Roehrig Racing                | J. Kurt Roehrig Francois Laurin Dave White                 | BMW 320i                       | 5   |
| 74                 | GTU | 12 | Sidney Smith III              | Sidney Smith Tommy Johnson Karl Schoepflin                 | Porsche 914/6                  | 6   |
| 75                 | GTU | 33 | A-10 Racing                   | Richard Aten Peter Welter Jack Refenning                   | Porsche 911                    | 6   |
| 76                 | GTU | 35 | Janis Taylor                  | Del Russo Taylor Rex Ramsey Vic Provenzano                 | Alfa Romeo Alfetta GTV         | 7   |
| 77                 | GTO | 49 | Tortilla Flats Racing         | Warwick Henderson Jerry Demele Bob Copeman                 | Porsche 911 Carrera RSR        | 8   |
| 78                 | GTX | 91 | Grand Prix International      | Kerry Mitt Richard Valentine Bob Pearl                     | Chevrolet Corvette             | 9   |

1 Trainingswagen
2 nicht gestartet
3 Motorschaden im Training
4 Unfall im Training
5 nicht qualifiziert
6 nicht qualifiziert
7 nicht qualifiziert
8 nicht qualifiziert
9 nicht qualifiziert

### Nur in der Meldeliste
Hier finden sich Teams, Fahrer und Fahrzeuge, die ursprünglich für das Rennen gemeldet waren, aber aus den unterschiedlichsten Gründen daran nicht teilnahmen.
| Pos. | Klasse | Nr. | Team                         | Fahrer                                             | Chassis                 |
| ---- | ------ | --- | ---------------------------- | -------------------------------------------------- | ----------------------- |
| 79   | GTO    | 7   | Tim Chitwood                 | Tim Chitwood Sam Fillingham                        | Chevrolet Nova          |
| 80   | GTX    | 31  | Tony Garcia                  | Javier Garcia Luis Sereix Tom Sheehy               | Chevrolet Corvette      |
| 81   | GTU    | 34  | Drolsom Racing               | George Drolsom G. H. Sharp Fred Clark              | Porsche 911             |
| 82   | GTU    | 36  | Case Racing                  | Ron Case Dave Panaccione                           | Porsche 911             |
| 83   | GTO    | 41  | B. C. Auto Body              | Bill Craine Al James Ted Mathey                    | Chevrolet Corvette      |
| 84   | GTO    | 45  | Bob Gregg                    | Bob Gregg Len Jones Joe Varde                      | Porsche 911             |
| 85   | GTX    | 47  | International Racing Systems | Bill Shaw Bud Cashen Nort Northam                  | Honda Civic Turbo       |
| 86   | GTO    | 50  | Fassler-Mullen Racing        | Paul Fassler Jim Mullen Craig Siebert              | Porsche 911 Carrera RSR |
| 87   | GTU    | 60  | Alfred Cosentino             | Bob Speakman Al Cosentino                          | Mazda RX-7              |
| 88   | GTU    | 61  | Alfred Cosentino             | Bob Speakman Al Cosentino                          | Mazda RX-7              |
| 89   | GTO    | 64  | C. C. Canada Forestry        | C. C. Canada Russ Boykin Graham Shaw               | Chevrolet Camaro        |
| 90   | GTO    | 66  | Cars and Concepts            | Richard Chrysler David Draper Lowell James         | Chevrolet Camaro        |
| 91   | GTX    | 72  | Ego Racing                   | Earle Moffitt George Jones William Wessel          | Chevrolet Camaro        |
| 92   | GTU    | 74  | Z&W Enterprises              | Chester Vincentz Fred Apgar Carlos Ramirez         | Mazda RX-7              |
| 93   | GTU    | 86  | John E. Hulen                | John Hulen Ron Coupland                            | Porsche 914/6           |
| 94   | GTO    | 90  | Bob’s Speed Products         | Bob Lee Rick Kump                                  | AMC AMX                 |
| 95   | GTO    | 97  | Charles F. Gano              | Charles Gano Lawrence P. Pleasants Mike Williamson | Chevrolet Corvette      |

### Klassensieger
| Klasse | Fahrer         | Fahrer         | Fahrer       | Fahrzeug                | Platzierung im Gesamtklassement |
| ------ | -------------- | -------------- | ------------ | ----------------------- | ------------------------------- |
| GTX    | Reinhold Joest | Rolf Stommelen | Volkert Merl | Porsche 935 J           | Gesamtsieg                      |
| GTO    | Tony Garcia    | Alberto Vadia  | Terry Herman | Porsche 911 Carrera RSR | Rang 6                          |
| GTU    | Bill Koll      | Jim Cook       | Greg LaCava  | Porsche 914/6           | Rang 5                          |

### Renndaten
- Gemeldet: 95
- Gestartet: 68
- Gewertet: 68
- Rennklassen: 3
- Zuschauer: 40000
- Wetter am Renntag: kalt
- Streckenlänge: 6,180 km
- Fahrzeit des Siegerteams: 24:01:13,330 Stunden
- Gesamtrunden des Siegerteams: 715
- Gesamtdistanz des Siegerteams: 4418,615 km
- Siegerschnitt: 183,953 km/h
- Pole Position: Bill Whittington – Porsche 935 K3 (#93) – 1:44,110 = 257,303 km/h
- Schnellste Rennrunde: Bill Whittington – Porsche 935 K3 (#93) – 1:47,964 = 206,065 km/h
- Rennserie: 1. Lauf zur Sportwagen-Weltmeisterschaft 1980
- Rennserie: 1. Lauf zur IMSA-GT-Serie 1980